# Magdi Yacoub

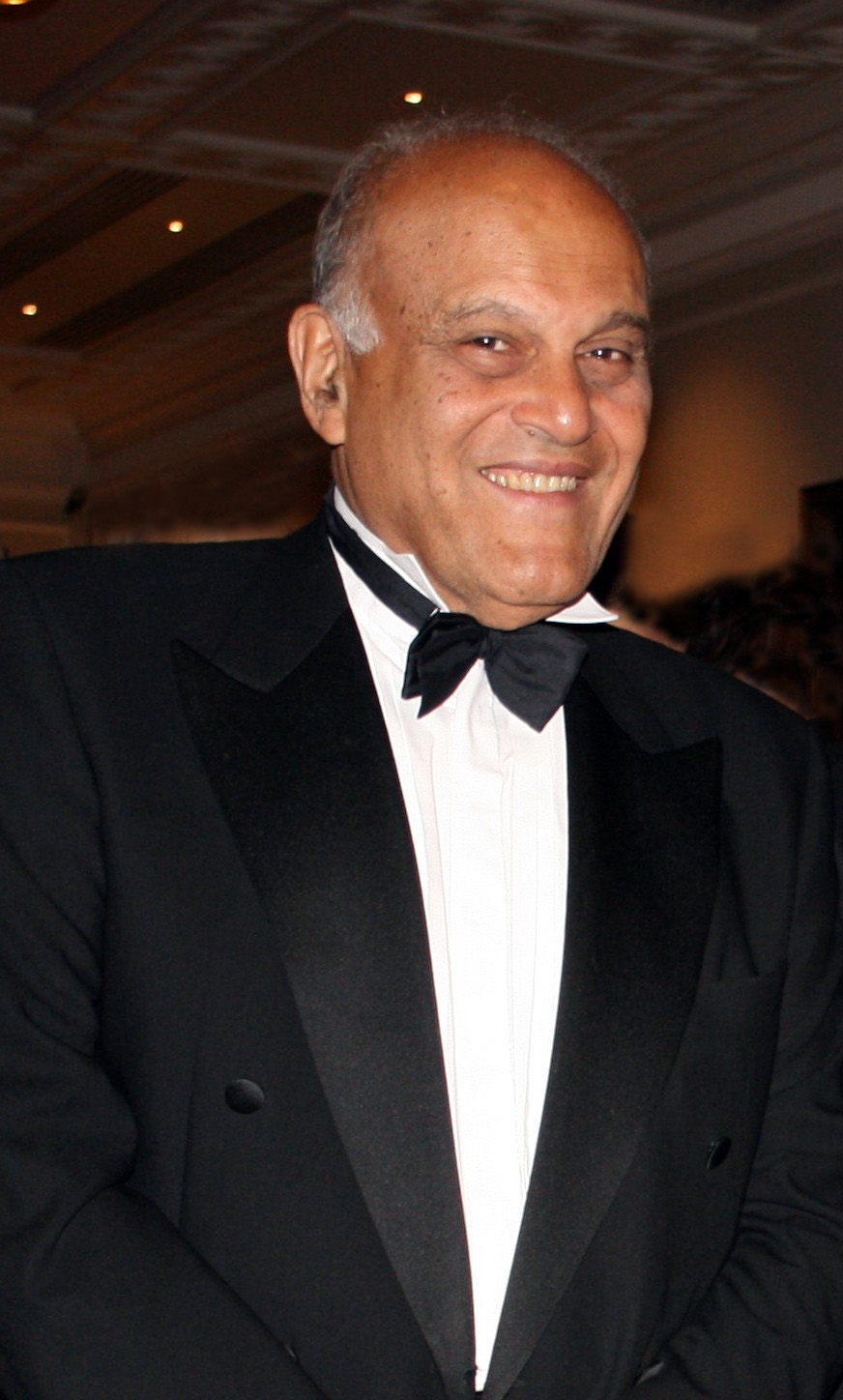
Magdi Yacoub 2008

Sir Magdi Habib Yacoub OM (* 16. November 1935 in Bilbeis, Ägypten) ist ein ägyptisch-britischer Chirurg für Thorax- und Kardiovaskularchirurgie.
Yacoub stammt aus einer koptischen Familie. Er studierte Medizin in Kairo, mit Abschluss 1957 und kam 1962 nach Großbritannien. Nachdem er zwischenzeitlich ab 1969 in Chicago als Assistant Professor gelehrt hatte, kehrte er nach England zurück und wurde 1973 beratender Herz- und Thoraxchirurg am Harefield Hospital in Harefield, London Borough of Hillingdon. 1980 belebte er nach einem Moratorium von zwölf Jahren (Donald Ross 1968) die Herztransplantation in Großbritannien am Harefield Hospital neu. 1983 gelang ihm dort die erste Herz-Lungen-Transplantation in Großbritannien. 1986 wurde er Professor am National Heart and Lung Institute der Imperial College London School of Medicine. 2001 ging er als praktizierender Chirurg beim National Health Service Großbritanniens in den Ruhestand, war aber weiter beratend tätig und operierte für seine Hilfsorganisation Chain of Hope, die er 1995 gründete, um Kinder mit Herzkrankheiten zu operieren, die für ihre Eltern sonst nicht finanzierbar wären. Außerdem blieb er in der chirurgischen Forschung aktiv, zum Beispiel in der Verwendung von Stammzellen für Teile von Herzklappen. In Harefield leitet er ein nach ihm benanntes Forschungsinstitut.
Einer seiner Patienten, dem er 1982 ein Herz verpflanzte, kam 2013 in das Guinness Book of World Records für die längste Überlebensdauer nach einer Herztransplantation.
2015 erhielt er die Lister-Medaille. Er ist Ehrenbürger von Bergamo. 2014 wurde er Mitglied des Order of Merit, 2011 erhielt er den Nil-Orden und 1992 wurde er geadelt. Er ist Fellow der Royal Society und Mitglied der Académie des sciences.